# Damnice

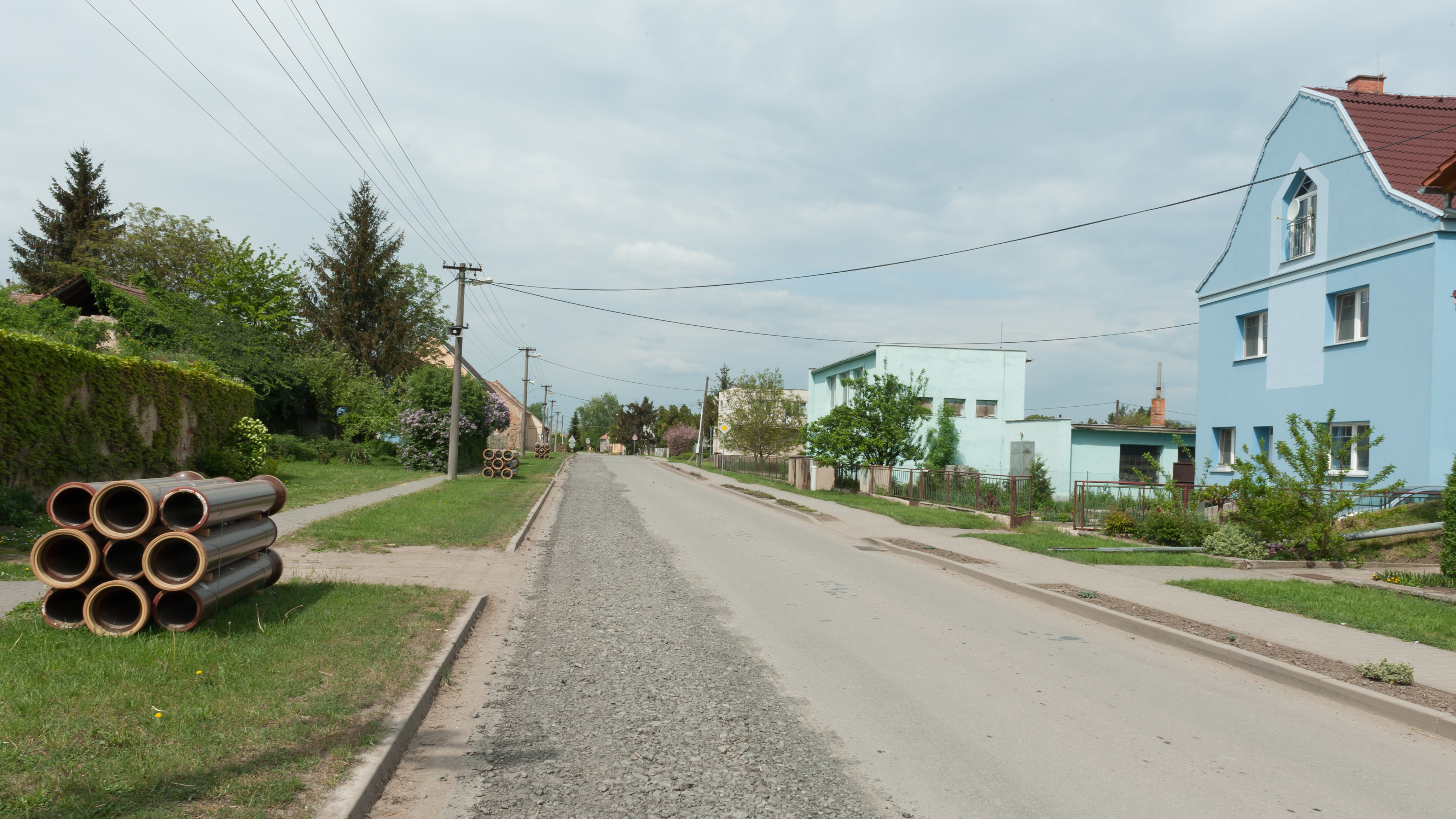
Damnice 2015

Damnice (deutsch Damitz) ist eine Gemeinde im Okres Znojmo (Bezirk Znaim), Jihomoravský kraj (Region Südmähren) in der Tschechischen Republik. Das Dorf wurde als Breitangerdorf angelegt.

## Geographie
Die Nachbarorte sind im Norden Suchohrdly u Miroslavi (Socherl), im Osten Jiřice u Miroslavi (Irritz), im Süden Dolenice (Tullnitz) und im Nordwesten Václavov.

## Geschichte
Im 11. bis 13. Jahrhundert kam es zu einer großen Siedlungsbewegung von West nach Ost. Mähren wurde von 1031 bis 1305 von der Dynastie der Přemysliden regiert. Um größere Gebiete landwirtschaftlich zu nutzen und damit höhere Erträge zu erzielen, bewarben sie die Kolonisten zum Beispiel mit zehn Jahre Steuerfreiheit (deutsches Siedlerrecht). Bis zum Jahre 1150 wurde das Gebiet um Mikulov (Nikolsburg) und Znojmo (Znaim) von deutschen Einwanderern aus Niederösterreich, also auch Damnice (deutsch Damitz), besiedelt. Die Anlage des Dorfes sowie die ui-Mundart bekunden, dass sie ursprünglich aus den bairischen Gebieten der Bistümer Regensburg und Passau stammten. Sie brachten neue landwirtschaftliche Geräte mit und führten die ertragreiche Dreifelderwirtschaft ein. Die erste urkundliche Erwähnung des Ortes erfolgte im Jahre 1353. Im Laufe der Jahrhunderte änderte sich der Name des Ortes mehrmals. So schrieb man 1353 „Dampnycz“, 1355 „Tampnycz“, 1361 „Damycz“, 1672 „Dammitz“ und ab 1720 „Damitz“.
Im Jahre 1490 erhielt Georg von Weitmühl die Herrschaft über den Ort. Ab 1535 gehörte der Ort längere Zeit zur Gemeinde Schattau. Im Dreißigjährigen Krieg wurde die Ortschaft völlig zerstört und verödete. Die Matriken des Ortes wurden seit 1631 geführt.
Onlinesuche über das Landesarchiv Brünn. Im Jahre 1665 kaufte das Kloster Bruck den Ort und besiedelte ihn neu. Die Anlage des Ortes und die bis 1945 gesprochene "ui"-Mundart (bairisch-österreichisch) mit ihren speziellen bairischen Kennwörtern weisen darauf hin, dass die Siedler aus dem österreichischen bzw. süddeutschen Raum stammten.
Nach der Auflösung des Klosters unter Kaiser Josef II. kam der Ort an die Herrschaft Mißlitz. Von dieser Herrschaft wurde sie bis 1848 verwaltet. Im Jahre 1794 wütete ein Großbrand im Ort und zerstörte die Hälfte aller Häuser. Um 1824 wird Damitz an den Edlen von Hopfen verkauft. Während des Deutsch-Österreichischen Krieges schleppen preußische Soldaten die Cholera in den Ort ein. In der Nähe der Ortschaft führt die 1870 erbaute Bahnstrecke Wien – Brünn vorüber. Aufgrund der steigenden Schüleranzahl wird im Jahre 1882 ein neues Schulgebäude errichtet, welches 1912 noch erweitert wurde. 1894 wird die Freiwillige Feuerwehr gegründet. Die Einwohner von Damitz lebten größtenteils von der Vieh- und Landwirtschaft, wobei der in Südmähren seit Jahrhunderten gepflegte Weinbau nur eine untergeordnete Rolle spielte. So kamen die produzierten Mengen nie über den Eigenbedarf hinaus. Weiters wurden neben verschiedenen Getreidesorten auch Mais und Zuckerrüben angebaut. Der hochqualitative Weizen war für die Griesherstellung vorgesehen, mit welcher die Einwohner große Gewinne erzielten. Auch die Jagd auf Hasen, Rebhühner und Fasane im Gemeindegebiet war einträglich. Neben dem üblichen Kleingewerbe gab es zwei Ziegeleien und eine Maschinenschlosserei. Ab 1935 hat Damitz ein Mineralbad.
Nach dem Ersten Weltkrieg kam der zuvor zu Österreich-Ungarn gehörende Ort, der 1910 zu 97 % von Deutschmährern bewohnt wurde, durch den Vertrag von Saint-Germain zur Tschechoslowakischen Republik. In der Zwischenkriegszeit verstärkten Maßnahmen wie die Bodenreform oder die Sprachenverordnung die wachsenden Autonomiebestrebungen der Deutschen und führten zu Spannungen innerhalb des Landes. Durch das Münchner Abkommen kam der Ort 1938 an das Deutsche Reich und wurde ein Teil des Reichsgaues Niederdonau. Durch den harten Winter 1928/29 erfror der Winterweizen auf den Feldern. Die Elektrifizierung des Ortes erfolgte im Jahre 1931. Im Jahre 1932 wurde ein Turn- und ein Spielplatz gebaut. Wegen der Heilquelle und dem Freibad wird Damitz im Jahre 1935 in die Liste der Fremdenverkehrsorte aufgenommen.
Nach dem Ende des Zweiten Weltkrieges, der 23 Opfer unter den Damitzern forderte, kam die Gemeinde am 8. Mai 1945 wieder zur Tschechoslowakei zurück. In den Folgemonaten wurden die Häuser der deutschen Bewohner von tschechischen "Hausverwaltern" in Besitz genommen. Viele Damitzer flohen vor den Exzessen nach Österreich, oder wurden hinüber getrieben. 13 deutschmährische Zivilpersonen kamen dabei zu Tode. 125 Damitzer Bürger wurden zwischen dem 30. März und dem 11. Oktober 1946 nach Westdeutschland zwangsausgesiedelt; einige im Lager internierte Männer erst im November 1946.
Sieben Personen verblieben im Ort. Die in Österreich befindlichen Damitzer wurden bis auf 25 Familien in Übereinstimmung mit den ursprünglichen Überführungs-Zielen der Potsdamer Abkommen, nach Deutschland weiter transferiert.

## Wappen und Siegel
Die Gemeinde führte ab dem Jahr 1750 ein Siegel. Es zeigt ein Winzermesser, eine Traube und ein Pflugeisen nebeneinander. Das Siegel soll dem der Gemeinde Dobelitz geglichen haben.

## Bevölkerungsentwicklung
| Volkszählung | Einwohner gesamt | Volkszugehörigkeit der Einwohner | Volkszugehörigkeit der Einwohner | Volkszugehörigkeit der Einwohner |
| Jahr         | Einwohner gesamt | Deutsche                         | Tschechen                        | Andere                           |
| ------------ | ---------------- | -------------------------------- | -------------------------------- | -------------------------------- |
| 1880         | 433              | 404                              | 29                               | 0                                |
| 1890         | 422              | 416                              | 6                                | 0                                |
| 1900         | 468              | 458                              | 10                               | 0                                |
| 1910         | 532              | 514                              | 18                               | 0                                |
| 1921         | 579              | 524                              | 53                               | 2                                |
| 1930         | 547              | 505                              | 41                               | 2                                |

## Sehenswürdigkeiten
- Glockenturm „Glöckelhäusel“ (1822) als Wahrzeichen, Maiandachten;
- Dorfkapelle
- Kriegerdenkmal (1925)
- Heilquelle (mangan-, eisen- und jodhaltig, 14 °)

## Brauchtum
- Bis zur Vertreibung der deutschen Einwohner fand im Marienmonat Mai dreimal wöchentlich eine Andacht im Glockenhäusel statt.
- Zum Dank für das Abklingen der Cholera (1866) wurde jeweils zu Pfingsten eine Wallfahrt nach Maria Dreieichen abgehalten. Der 2. Wallfahrtsort war Lechwitz.
- Der Kirtag fand bereits im Juni statt und war damit einer der Ersten in Südmähren. Spöttisch wurde er „Solotkiritog“ (Salatkirtag) genannt.[12]

## Persönlichkeiten
- Cyrill Zeihsel (1870–1924): Bürgermeister, Landtagsabgeordneter
- Ludwig Wieder (1870–1951). Arzt. Heimatforscher. Publizist.
- Gerhard Hanak (* 1936): Heimatforscher. Träger des Prof.-Josef-Freising-Preises
- Gerhard Zeihsel (1939–2024): Von 1987 bis 1996 Landtagsabgeordneter (Land und Stadt Wien), Bundesobmann der Sudetendeutschen Landsmannschaft in Österreich (2000–2023), Goldenes Ehrenzeichen der Stadt Wien. Träger der Dr. Rudolf-Lodgman-von-Auen-Plakette.